# Noa
 For alternative betydninger, se NOA.
Noa (af det hebræiske ord for "hvile", נוֹחַ Nôaḥ) er en person fra Biblen og Koranen, som er hovedpersonen i Det Gamle Testamentes fortælling om Syndfloden.
I den islamiske tradition staves hans navn Nuh. Muslimer anser ham som en af de fem vigtigste profeter.
Ifølge Biblen byggede Noa skibet Noas ark så stort, at det kunne rumme netop et par af alle jordens dyrearter og reddede dermed mennesker og dyr fra Syndfloden.
Ifølge Bibelen var Noas farfar Metusalem og hans far Lemek. Lemek var 182 år da han avlede Noa. Noa var 500 år gammel, da han avlede de tre sønner Sem, Kam og Jafet, og han var ca. 600 år gammel under Syndfloden. Noas hustru, de tre sønner og deres hustruer var med i arken.
På hebraisk staves navnet Noa med konsonanterne NH (for "Noah"). De to konsonanter går som en rød tråd gennem syndflodsberetningen. Det hedder at Noa masa'hen (= fandt nåde), wayyinnahem (= han fortrød), nihamti (= jeg fortryder), wattanah (= arken hvilede) osv.